# Setariopsis auriculata
Setariopsis auriculata är en gräsart som först beskrevs av Eugène Pierre Nicolas Fournier, och fick sitt nu gällande namn av Frank Lamson Scribner. Setariopsis auriculata ingår i släktet Setariopsis och familjen gräs. Inga underarter finns listade i Catalogue of Life.